# Радченко
Радченко (рус. Радченко) насељено је место са административним статусом варошице (рус. посёлок городского типа) на северозападу европског дела Руске Федерације. Налази се у југоисточном делу Тверске области и административно припада Конаковском рејону.
Према проценама националне статистичке службе, у вароши је 2014. живело 1.436 становника.

## Географија
Варошица Редкино налази се у југоисточном делу Тверске области у ниском и заравњеном подручју Верхњеволшке низије, на око 32 километра југоисточно од обласног центра града Твера и на око 7 км од железничке станице Редкино на линији Москва—Санкт Петербург. Лежи на десној обали реке Волге, односно вештачког Ивањковског језера.

## Историја
Насеље је основано 1921. године као радничка база за новоуспостављени институт за истраживање својстава тресета (рус. торфяноя опытна станция) и све до 1956. било је познато по акрониму института као ТОС. Каније је преименовано у садашњи назив, у част Ивана Радченка, совјетског технолога који се бавио истраживањем и производњом тресета.
Насеље од 1939. има административни статус варошице.
У периоду између 1950. и 1954. у варошици је често боравио чувени совјетски и руски писац Александар Фадејев.

## Демографија
Према подацима са пописа становништва 2010. у вароши је живело 1.537 становника, док је према проценама за 2014. ту живело 1.436 становника.
| 1939. | 1959. | 1970. | 1979. | 1989. | 2002. | 2010. | 2014.  |
| ----- | ----- | ----- | ----- | ----- | ----- | ----- | ------ |
| ---   | ---   | ---   | ---   | 2,562 | 2,089 | 1,537 | 1,436* |

Напомена: * према проценама националне статистичке службе.